# Judd Vinet
Judd Vinet (1980) è un programmatore canadese, famoso per aver creato la distribuzione Linux Arch Linux.
Nato a Victoria, una cittadina nella Columbia Britannica, in Canada, dove vive tuttora. Ha ottenuto una Laurea in Informatica nel 2004 all'Università di Victoria.

## Arch Linux
Judd iniziò a programmare nel 2001 una nuova distribuzione di Linux, chiamata Arch Linux, basata sulla sua estrema modularità, infatti viene installata senza alcun programma o server grafico e sulla possibilità di essere plasmabile secondo le reali necessità dell'utente finale. Ne è stato anche il manutentore ufficiale fino al 2007, quando cedette il posto ad Aaron Griffin. Inizialmente Arch era per lui quasi un "gioco", ma col passare del tempo diventò una necessità, soprattutto dato al fatto che dove lavorava non lo soddisfacevano le macchine utilizzate, che al tempo giravano con Red Hat. Come lui stesso disse in un'intervista, non gli piaceva il metodo di aggiornamento di quest'ultima, mentre Slackware  e CRUX Linux, di cui era fan, non avevano un programma base per supporto per gli aggiornamenti, per cui si ritrovò a dover creare ad hoc un programma apposito per Arch Linux:  Pacman.